# Jože Bedenčič
Jože Bedenčič - Iztok, slovenski partizan, politik in železničar, * 26. avgust 1912, Rudnik, † neznano
V NOV in POS je vstopil 20. aprila 1942. Kot pripadnik Železničarske brigade je bil eden izmed odposlancev, ki so se udeležili Zbora odposlancev slovenskega naroda v Kočevju.